# Antoni Margil de Jesús
Agapit Margil i Ros (València, 18 d'agost de 1657 – Ciutat de Mèxic, 6 d'agost de 1726) va ésser un sacerdot franciscà que, amb el nom de religió d'Antoni de Jesús, fou missioner a la Nova Espanya (actual Mèxic). Ha estat proclamat venerable per l'Església catòlica.

## Biografia
Va néixer a València el 1657, fill de Joan Margil i Esperança Ros, i fou batejat amb el nom d'Agapit a la parròquia de Sant Joan del Mercat, avui la dels Sants Joans. Als 18 anys va ingressar a l'orde dels Franciscans Descalços, on va fer professió l'any següent, adoptant el nom d'Antoni de Jesús. Ordenat sacerdot en 1682, va viure als convents d'Onda i Dénia. El març de 1683 va marxar cap a Amèrica per ésser-hi missioner.
Va predicar i evangelitzar la zona compresa entre Louisiana i Panamà, amb 40.000 conversions entre els indígenes. Va començar predicant a Querétaro (Mèxic), on arribaren el 13 d'agost de 1683 i prengueren possessió del convent de Santa Cruz. i des d'allí, amb els seus companys Antonio Linaz i Melchor López, va recórrer en deu anys Guatemala, Hondures, Nicaragua i Costa Rica, entre 1684 i 1688, Talamanca (Costa Rica, 1688-1691 i 1705-1707) i Verapaz (Guatemala, 1691-1696). Sempre viatjava a peu i duia una vida austera i de penitència; era molt devot de la Mare de Déu i de la Passió de Crist, popularitzant aquestes devocions. Feia servir la música per apropar-se als indígenes, cantant i ensenyant a cantar salms i lloances a Déu. En 1696 va ésser nomenat superior del col·legi de Querétaro, i en 1701 va fundar un col·legi a Guatemala, el del Crist Crucificat; en 1706 va fundar el de Nuestra Señora de Guadalupe de Zacatecas, i en 1717, les missions de Dolores i Adaes i fins a trenta missions arreu de Centreamèrica. A partir de 1711 va començar a predicar en Masyarit, Coahuila i Nuevo León (1712-1716) i Texas (1722), passant-hi altres deu anys.

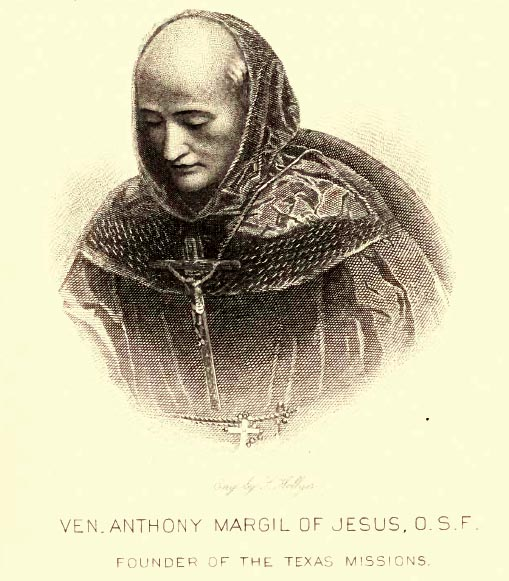
Gravat de L. Hollier, 1858, amb el frare.

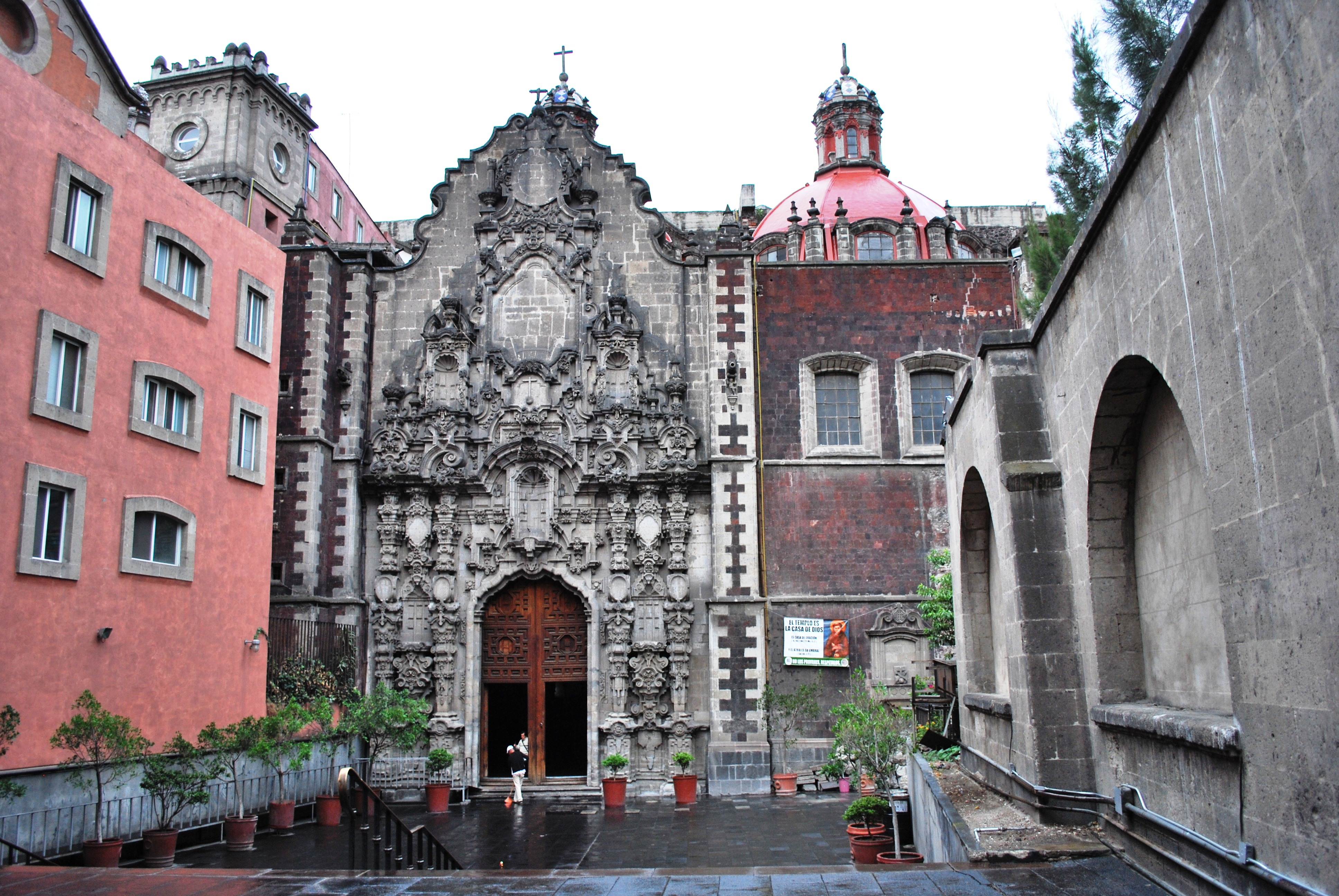
San Francisco de Mèxic, on va morir el frare.

Va escriure un diccionari de moltes de les llengües indígenes que havia après. Fou notari apostòlic, comissari del Sant Ofici i prefecte de Propaganda Fide a les Índies Occidentals. Els últims anys els passà als col·legis de Querétaro i Zacatecas. Emmalaltí i, portat a la ciutat de Mèxic, va morir el 6 d'agost de 1726 al convent de San Francisco.

## Veneració
Les seves restes van ésser traslladades en 1778 a la capella de Nuestra Señora de la Macana, al mateix convent; en 1836 estigueren un temps a l'església de la Puríssima, a Mèxic i, finalment, foren instal·lades a la Catedral de Mèxic el 2 d'abril de 1861.
Va obrir-se la causa de beatificació el 19 de juliol de 1769; el 31 de juliol de 1836 Gregori XVI el va proclamar venerable.